# Nasilje na delovnem mestu
Nasilje na delovnem mestu vključuje fizični napad, ogrožujoče obnašanje, nadlegovanje ali verbalna zloraba, delovno mesto pa je lahko katerakoli lokacija, začasna ali permanentna, kjer zaposleni opravlja službeno dolžnost. Faktorji, ki povečujejo verjetnost pojava nasilja na delovnem mestu, so naslednji: delo z ljudmi, upravljanje z denarjem, zdravili ali vrednim materialom, delo v prostorih, kjer je prisoten alkohol, delo v manjših skupinah ali posamezno, nudenje izobrazbe, nasvetov ali nege, delo z nestabilnimi osebami in delo med intenzivnimi organizacijskimi spremembami. Čeprav se nasilje lahko pojavi na kateremkoli delovnem mestu, obstajajo poklici, pri katerih je verjetnost pojava nasilja še večja: uslužbenci, ki delajo v zdravstvu, socialni delavci, učitelji in uslužbenci, ki se ukvarjajo s prodajo blaga. Pred začetkom dela se lahko pozanimamo, če so se v preteklosti pojavile kakršnekoli težave na delovnem mestu (uslužbence vprašamo o njihovih izkušnjah), pregledamo, če naše delovno mesto vključuje rizične faktorje, ki so povezani z nasiljem in pregledamo, če so se v preteklosti že pojavili kakšni incidenti..

## Oblike nasilja na delovnem mestu

### Psihično nasilje
Psihično nasilje je namerna ali nenamerna uporaba grobih besed, vpitje, poniževanje, zmerjanje, ustvarjanje slabih ali neprimernih mnenj o človeku na podlagi stereotipov, nesoglasja, kjer ena stran zlorablja svojo fizično, ekonomsko, psihično ali kakršnokoli drugo premoč ter izsiljevanje in grožnje. Velja za najbolj razširjeno obliko nasilja, ki jo občutimo vsi in tudi včasih povzročamo sami (npr. žaljive, neprimerne besede, ki našega sogovornika lahko užalijo). Psihično nasilje povzročamo predvsem na besedni ravni (predsodki, negativna mnenja itd.), lahko pa osebo tudi ignoriramo, s čimer dosežemo strašanski učinek, podobno kot če bi na nekoga vpili. Z vztrajnim ponavljanjem psihičnega nasilja lahko žrtev začne verjeti žaljivim pripombam in sporočilom, njena osebnost, samozaupanje in samospoštovanje pa so prizadeti.

### Ekonomsko nasilje
Med ekonomsko nasilje spada neplačevanje nadur, povečan obseg dela, zmanjševanje kadrov, slabo vrednotenje dela, grožnje z odpuščanjem, prevzemanje finančnega bremena nekoga drugega. Pod to vrsto nasilja uvrščamo tudi vsako prikrajšanje in izkoriščanje ekonomske narave. In čeprav se je položaj žensk v modernih družbah spremenil in so ženske pravice izenačene z moškimi, pa se v vsakdanjem življenju kaže drugačna podoba: gospodinjsko delo je še vedno v domeni žensk, ženske so za opravljanje istega dela plačane manj kot moški, kar se predvsem vidi v manj razvitih delov sveta, predvsem Azija ter Afrika. V državah prvega sveta so ženske plačane glede na koliko ur in nadur naredijo, ki je vrednoteno isto kot z moškimi.  Zaradi svojega biološkega spola in njegovih posledic (materinstvo) težje dobijo redno zaposlitev.

### Verbalno nasilje
Verbalno nasilje se kaže z žalitvami, zaničevanjem, vpitjem, podcenjevanjem, grožnjami, poniževanjem drugega. Spada med relacijsko ali prikrito nasilje, ki ne vključujejo elementov fizičnega napada in vključuje bolj posredna dejanja v odnosu do žrtve . Verbalna zloraba je pretirana uporaba jezika za spodkopavanje posameznikovega dostojanstva in varnosti, preko žaljivk in poniževanja v enkratni ali večkratni obliki (npr. sarkazem govorice, kričanje, preklinjanje …). Pomeni komunikacijo preko besed, intonacije in načina, ki drugim sporoča podcenjevanje, obsojanje in nespoštovanje . Oseba tak način komunikacije zaznava kot oster in obsojajoč napad, ki je lahko profesionalen ali oseben. 
Verbalno nasilje pa sestoji iz dveh dimenzij in sicer je lahko horizontalno ali vertikalno. Horizontalna zloraba je zloraba med dvema enakovrednima sodelavcema, medtem ko vertikalna zloraba predstavlja neprimerno uporabo moči proti podrejenemu.

#### Tipi verbalnega nasilja na delovnem mestu
Identificiranih je osem različnih tipov nasilja na delovnem mestu, štirje med njimi se nanašajo na verbalno nasilje:
- Verbalno-pasivno-posredno (neuspeh zanikati napačne govorice o tarči, neuspeh zagotoviti informacije, ki jih tarča potrebuje)
- Verbalno-pasivno-neposredno (neodzivanje na komunikacijo, npr. ne vrača se telefonskih klicev, e-mail-ov)
- Verbalno-aktivno-posredno (širjenje napačnih govoric, podcenjevanje idej ali dela)
- Verbalno-aktivno-neposredno (žaljenje, kričanje, podcenjevalno obnašanje)[6]

Glede na raziskave Neumana in Barona (1998) je večina nasilja na delovnem mestu verbalnega, pasivnega in nedirektnega.

#### Preprečevanje verbalnega nasilja na delovnem mestu
Mnogi poudarjajo, da je edini način, soočiti se z vsakodnevnimi oblikami agresije-verbalnim, psihološkim in emocionalnim nasiljem-, da se spremeni narava in način pogovora, ki ga imajo ljudje drug z drugim .

##### Primarna preventiva
Pomembno je, da je delovno okolje takšno, da ustrahovanje ni tolerirano in je to jasno vidno v vrednotah organizacije in smernicah zaposlovanja . Bistveno pri preventivi in soočanju z verbalnim nasiljem je prepoznavanje opozorilnih znakov verbalnega nasilja in dokumentiranje ter poročanje o pogostosti  verbalne zlorabe .

##### Sekundarna preventiva
Pomembno lahko k zmanjševanju verbalnega nasilja prispeva tudi trening asertivnosti in komunikacijskih veščin. Prav tako ima pomemben učinek tudi zgodnja intervencija, kot npr. svetovanje in udeleževanje formalnih izobraževalnih programov. Posebej učinkoviti so tisti programi, ki vključujejo napisane programe, z jasno določenimi cilji, analizo tveganja na delovnem mestu, preprečevanje tveganja in kontrolne prakse ter trening in izobraževanje vseh zaposlenih..

##### Terciarna preventiva
Priporočljivo je, da je zaposlenemu, ki se sooča z verbalnim nasiljem, na voljo svetovalec, da se z njim pogovori.

#### Osebnostni dejavniki, ki vplivajo na pojav verbalnega nasilja ne delovnem mestu
Obstajajo pomembne negativne korelacije med sprejemljivostjo in moralno zlorabo, kot tudi provokacijami . 
Prav tako so odkrili pozitivne korelacije med slednjimi in nevroticizmom. Skarlicki in kolegi (1999) pa so odkrili, da se nevroticizem in manjša sprejemljivost povezujeta z maščevalnim obnašanjem. 
Novejše raziskave (Bolton, Becker in Barber, 2010) so pokazale, da se sprejemljivost negativno povezuje z medosebno deviantnostjo. Vse to kaže, da je osebnost pomemben prediktor verbalnega nasilja na delovnem mestu.

### Fizično nasilje
Je vsako nasilje, ki ga dobesedno občutimo na svojem telesu (npr. brca, udarec z roko ali nogo, predmetom, dotikanje, ugašanje ogorkov na telesu, polivanje z mrzlo ali vročo vodo, odrekanje ali vsiljevanje hrane). Najpogostejše fizično nasilje je obračun s pestmi, najhujša in najbolj kruta oblika pa je umor. S fizičnim nasiljem pogosto povezujemo alkohol, čeprav to ni nujno bistven razlog. Alkoholizem ni primarni vzrok za fizično nasilje, je pa gotovo spodbujevalec. Pravi vzroki so globlje v duševnosti nasilnega človeka. Cilj fizičnega nasilja je pridobiti, povečati ali dokazati svojo moč nad žrtvijo. Med nasilneže v prvi vrsti prištevamo moške, medtem ko ženske redko pod pritiskom neuspeha v zasebni ali profesionalni sferi posegajo po fizičnem nasilju. Posledice fizičnega nasilja se kažejo kot modrice, rane, zlomi, poškodbe, izguba zavesti itd.

### Spolno nasilje
Pod spolno nasilje uvrščamo zahteve do podrejenih v zameno za ohranjanje ali pridobitev določene koristi na delovnem mestu. Telesno ravnanje spolne narave je nezaželen telesni stik (nepotrebno dotikanje, ščipanje, drgnjenje ob telo nadlegovanega, napad, vsiljevanje spolnega napada). Poznamo tudi besedno spolno nasilje, kamor sodi nedobrodošlo osvajanje, predlogi v zvezi s spolnostjo ali siljenje v spolnost, namigovanje, opazke ali spogledovanje. Med spolno nasilje štejemo tudi kazanje pornografskih slik, predmetov, spolne geste itd. Spolno nasilje na delovnem mestu se dogaja pogosto, žrtve pa so predvsem ženske. Na pogostost spolnega nasilja vpliva izobrazba, starost (bolj so prizadete mlajše osebe), delovna doba, zakonski stan in etnični status.

### Vandalizem
Uničevanje lastnine in prostorov na delovnem mestu.

### Institucionalno nasilje
Pojavi se, ko institucije preko lastnih mehanizmov delovanja izvajajo prikrito ali celo odkrito vrsto nasilja s tem, ko delavce prisiljujejo v nekaj, diskriminirajo, dopuščajo nestrpnost in avtoritativno odločanje ter hierarhične odnose.
Obstaja pa več vrst nasilja, ki prav tako negativno vplivajo na kakovost življenja posameznika, kot npr. politično, ideološko, versko, rasno itd.

## Vzroki za nasilje na delovnem mestu
Do nasilja prihaja v vseh organizacijah in podjetjih, prav tako je primerov nasilja na delovnem mestu vedno več. Nasilje pa se med strokovnimi delavci ne prepozna kot problem zaradi organizacijske kulture:
- Zaskrbljenost in negotovi odnosi glede delovnih mest zaradi upada števila otrok za vpis
- Slabi odnosi med vsemi zaposlenimi ter nezadovoljstvo  glede kakovosti vodenja odgovornih
- Visoke zahteve glede storilnosti s strani pristojnega ministrstva in vodstva ter staršev
- Splošna prisotnost stresa na delovnem mestu
- Konflikti med strokovnimi delavci zaradi različnih položajev ali napredovanj
- Nenadne spremembe znotraj vzgojno – izobraževalne organizacije, o katerih vodstvo strokovnih delavcev ne obvešča sproti oz. kot narekuje ZOFVI.[2]

## Posledice nasilja

### Za posameznika
Posledice za posameznika so zelo različne in vključujejo vse od izgube motivacije in zmanjšanega ponosa pri opravljanju dela do stresa, hkrati pa tudi poškodbe telesnega ali duševnega zdravja:
- kognitivni vplivi močnega stresa, ki povzročajo psihološke hiper – reakcije (motnje spomina, težave s koncentracijo, potrtost, malodušje, razdražljivost, splošna vznemirjenost, očutek negotovosti, občutljivost na ponovitev...)
- sindrom, povezan s psihosomatskimi simptomi stresa (nočne more, bolečine v mišicah ali želodcu, izguba teka, kepa v grlu, jok, osamljenost... )
- simptomi, ki nastanejo zaradi nastanka hormona stresa in dejavnosti avtonomnega živčnega sistema (bolečine v prsih, potenje, občutek izsušenih ust, razbijanje srca, pomanjkanje sape...)
- simptomi, povezani z dolgotrajno izpostavljenostjo stresu in z napetostjo mišic (bolečine v hrbtu, vratu...)
- simptomi, povezani s težavami pri spanju (težave zaspati ali zgodnje zbujanje)
- šibke noge in oslabelost, omedlevica, drgetavica in umor.

Poleg že naštetih posledic, ki se nanašajo bolj na telesni vidik, pa se pri žrtvah verbalnega nasilja pojavijo še naslednje posledice. Verbalna zloraba lahko povzroči resne in globoke psihološke posledice, ki pa velikokrat ostanejo skrite. Žrtev se po navadi ne odziva, kljub temu da  je napadeno njeno dostojanstvo. Rezultat tega je lahko stres, pomanjkanje koncentracije, motivacije in celo depresija. Verbalna zloraba je prav toliko destruktivna za delavčevo moralo in produktivnost kot fizični napad. Razlog za to je, da  verbalne grožnje po navadi niso obravnavane dovolj resno, dokler ne pride do fizičnega nasilja .  Prva reakcija na verbalno nasilje je navadno jeza, ponižanje, šok ali presenečenje. Če pa se taki dogodki ponavljajo, pa to lahko vodi do čustev nezadostnosti, gnusa ali frustracije. Žrtev se začne počutiti odgovorno za dogodek, ki se je zgodil. Pogosti napadi prav tako spodjedajo posameznikovo samozavest in zaupanje v zmožnosti opravljanja vsakodnevnih delovnih nalog . Glede na raziskave, predstavljene na Sedmi mednarodni konferenci o delu, stresu in zdravju, naj bi verbalno nasilje, kot so stalna kritika, poniževalni komentarji in zadrževanje sredstev, na delovnem mestu povzročilo več škode za zaposlenega kot spolna zloraba. Le-ta je namreč postala v družbi manj sprejemljiva, obstaja več organizacij, ki so bolj pripravljene pomagati žrtvam, le-te pa se potem tudi lažje spopadejo s tem. V nasprotju pa ostale, ne-fizične oblike nasilja na delovnem mestu, niso nujno nelegalne, tako da se morajo žrtve večinoma braniti same.
Za uslužbence, ki so doživeli verbalno nasilje na delovnem mestu, je bolj verjetno, da bodo dali odpoved, se slabše počutili, bodo manj zadovoljni s svojo zaposlitvijo in  bodo imeli manj zadovoljive odnose s svojimi nadrejenimi. Uslužbenci, ki so doživeli nasilje na delovnem mestu, so poročali tudi o več stresa, manjši pripadnosti in večjih ravneh jeze in tesnobe .

### Za organizacijo
Posledice nasilja v organizaciji se kažejo v slabšanju delovne klime, zmanjševanju ustvarjalnosti in produktivnosti, pomanjkanju motivacije zaposlenih, zmanjševanju inovativnosti, zmanjševanju poslovnega ugleda ustanove in povečanem številu dni odsotnih delavcev zaradi bolniške in preobremenjenosti drugih, ki ostanejo.
Tudi pri verbalnem nasilju se pojavljajo takšne posledice, poleg tega pa se podaljša tudi porabljen čas za opravljanje neke naloge ter poveča poraba sredstev .

### Za sodelavce
Posledice nasilja za sodelavce so zelo različne in zajemajo:
- izgubo motivacije in zmanjšan ponos pri opravljanju dela
- stres (tudi za posredno žrtev, ki je priča nasilnemu dejanju ali dogodku)
- poškodbe telesnega ali duševnega zdravja, občutek nemoči
- demotivacijo, motnje koncentracije in spomina, strah pred neuspehom
- upadanje delovne samozavesti, težave v socialnih odnosih na delu in izven
- težnjo k neopaznemu vedenju.[2]

Posledice verbalnega nasilja so lahko uničeni dobri delovni odnosi in poslabšano delovno okolje. V bolj ekstremnih okoliščinah lahko vodi do fizičnega nasilja in konfrontacije. Možno je, da sodelavci zaznavajo, da morajo opravljati delo še namesto žrtve .

## Preprečevanje nasilja
Preprečevanje nasilja na delovnem mestu je eden izmed ciljev Sporočila Evropske komisije in poteka na dveh ravneh:
- osnoven namen je preprečiti pojav nasilnih dejanj ali jih vsaj zmanjšati
- če pride do nasilnega dejanja, je potrebna pomoč osebi, ki je tak dogodek doživela.[2]

### Ukrepi preprečevanja nasilja
Po Zakonu o delovnih razmerjih (ZDR) je delodajalec tisti, ki mora zagotavljati zdravje in varnosti pri delu. Nuditi mora tudi pomoč in svetovanje v primerih nasilja. Ukrepi delodajalca so naslednji:
- seznanjanje zaposlenih o psihičnem nasilju in njegovih posledicah
- pravočasno reševanje konfliktov
- oblikovanje jasnih zahtev in pričakovanj glede posameznih delovnih mest
- seznanjanje zaposlenih s temi zahtevami in redno obveščanje zaposlenih o dogajanju v organizaciji
- ustvarjanje kulture sodelovanja in zaupanja med zaposlenimi
- prijavljanje in reševanje primerov nasilja na delovnem mestu.